# Pseudomyrmex holmgreni
Pseudomyrmex holmgreni es una especie de hormiga del género Pseudomyrmex, subfamilia Pseudomyrmecinae.

## Historia
Esta especie fue descrita científicamente por Wheeler en 1925.